# マッドボーイ
マッドボーイは、1991年2月にSANKYOが発売した、センター役物内にビーカーを抱えた眼鏡の少年がいるパチンコ機のシリーズ名。
マッドーボーイSPとマッドボーイGPの2機種がある。

## 概要
貯留型の羽根モノタイプ。マッドーボーイSPには「電動チューリップ（電チュー）」が搭載されている。マッドボーイGPは非搭載である。

## スペック
- マッドーボーイSP
  - 賞球数 7&15
  - 大当たり最高継続 15R
  - 最大貯留 5個(10カウント)
- マッドボーイGP
  - 賞球数 7&15
  - 大当たり最高継続 15R
  - 最大貯留 5個(10カウント)

## 演出
通常時、羽根開閉と共に役物内の少年の手が上下に動く。手が上がっている状態で玉が通ると、ビーカーに当たり、V入賞になりやすい。大当たり中はビーカーの中に玉が最大5個まで貯留され、貯留解除時手前に一斉に溢れ出す。